# What Christmas Means to Me
What Christmas Means to Me ist ein Weihnachtslied des US-amerikanischen Sängers Stevie Wonder. Das Lied ist erstmals auf seinem 1967 veröffentlichten Weihnachtsalbum Someday at Christmas erschienen.

## Chartplatzierungen
| Periode   | Höchstplatzierung, GesamtwochenChartplatzierungen (Periode, Platzierungen, Wochen) | Höchstplatzierung, GesamtwochenChartplatzierungen (Periode, Platzierungen, Wochen) |
| Periode   | CH                                                                                 | UK                                                                                 |
| --------- | ---------------------------------------------------------------------------------- | ---------------------------------------------------------------------------------- |
| 2020/21   | —                                                                                  | UK97 (1 Wo.)UK                                                                     |
| 2021/22   | CH76 (1 Wo.)CH                                                                     | UK93 (1 Wo.)UK                                                                     |
| 2022/23   | CH95 (1 Wo.)CH                                                                     | UK72 (1 Wo.)UK                                                                     |
| 2023/24   | CH72 (1 Wo.)CH                                                                     | UK57 (4 Wo.)UK                                                                     |
| 2024/25   | CH94 (1 Wo.)CH                                                                     | UK93 (1 Wo.)UK                                                                     |
| Insgesamt | CH72 (4 Wo.)CH                                                                     | UK57 (8 Wo.)UK                                                                     |

## Coverversionen
What Christmas Means to Me wurde seit 1967 mehrfach neu eingesungen und veröffentlicht, darunter von:
- 1983: Al Green
- 1992: Paul Young (auf der Kompilation A Very Special Christmas 2)
- 1997: Hanson
- 2002: En Vogue
- 2004: Jessica Simpson
- 2005: Natalie Grant
- 2007: Darlene Love
- 2009: Michael McDonald
- 2010: Trijntje Oosterhuis
- 2012: Cee-Lo Green
- 2013: Fantasia Barrino
- 2014: Boyzone
- 2015: Train
- 2018: John Legend
- 2018: Pentatonix
- 2021: Gaia
- 2022: Joss Stone
- 2023: Cher